# Landnámabók
Landnámabók, zkráceně Landnáma (v překladu zhruba „Kniha osídení“) je středověké islandské literární dílo, které poměrně podrobně popisuje osídlení Islandu irskými mnichy v roce 795 a  Nory v 9. a 10. století. Je klíčovým zdrojem pro historiografické bádání o středověké historii Islandu. Nejstarší dochované verze byly napsány ve 13. a 14. století, původní text však byl patrně starší, nejspíše z 12. století. Kniha je rozdělena do pěti částí a více než 100 kapitol. První část vypráví o tom, jak byl ostrov objeven. Další části sledují důležité události a rodinnou historii až do 12. století. Je zmíněno více než 3000 lidí a 1400 osad. Kniha říká, kde se každý osadník usadil, a poskytuje stručnou genealogii jeho potomků. Toto v zásadě administrativní jádro doplňují krátké příběhy anekdotické povahy. Landnámabók tvrdí, že první osidlovací skupina měla 435 osob. Většina z nich se usadila v severní a jihozápadní části ostrova. Autorství knihy je nejisté, literární teorie uvažovala o jediném autorovi i o kolektivním autorství. Nejčastěji uváděným možným autorem je Ari Þorgilsson, jinak prokazatelný autor jiného podobného díla, Íslendingabóku. Landnámabók je jedním z hlavních zdrojů informací o pohanském náboženství osadníků. Dochovalo se pět verzí Landnámabóku, z nichž tři byly napsány ve středověku, další dvě v 17. století. Pozdější verze se pokoušejí o zdůraznění křesťanských počátků Islandu, ač ty byly jednoznačně pohanské.